# Lago di Campotosto
Der Lago di Campotosto ist ein Stausee in der italienischen Region Abruzzen. Er liegt auf einer Höhe von 1313 Metern innerhalb des Nationalparks Gran Sasso und Monti della Laga und zählt mit einer Fläche von 14 km² zu den größten künstlichen Seen Europas.

## Bilder

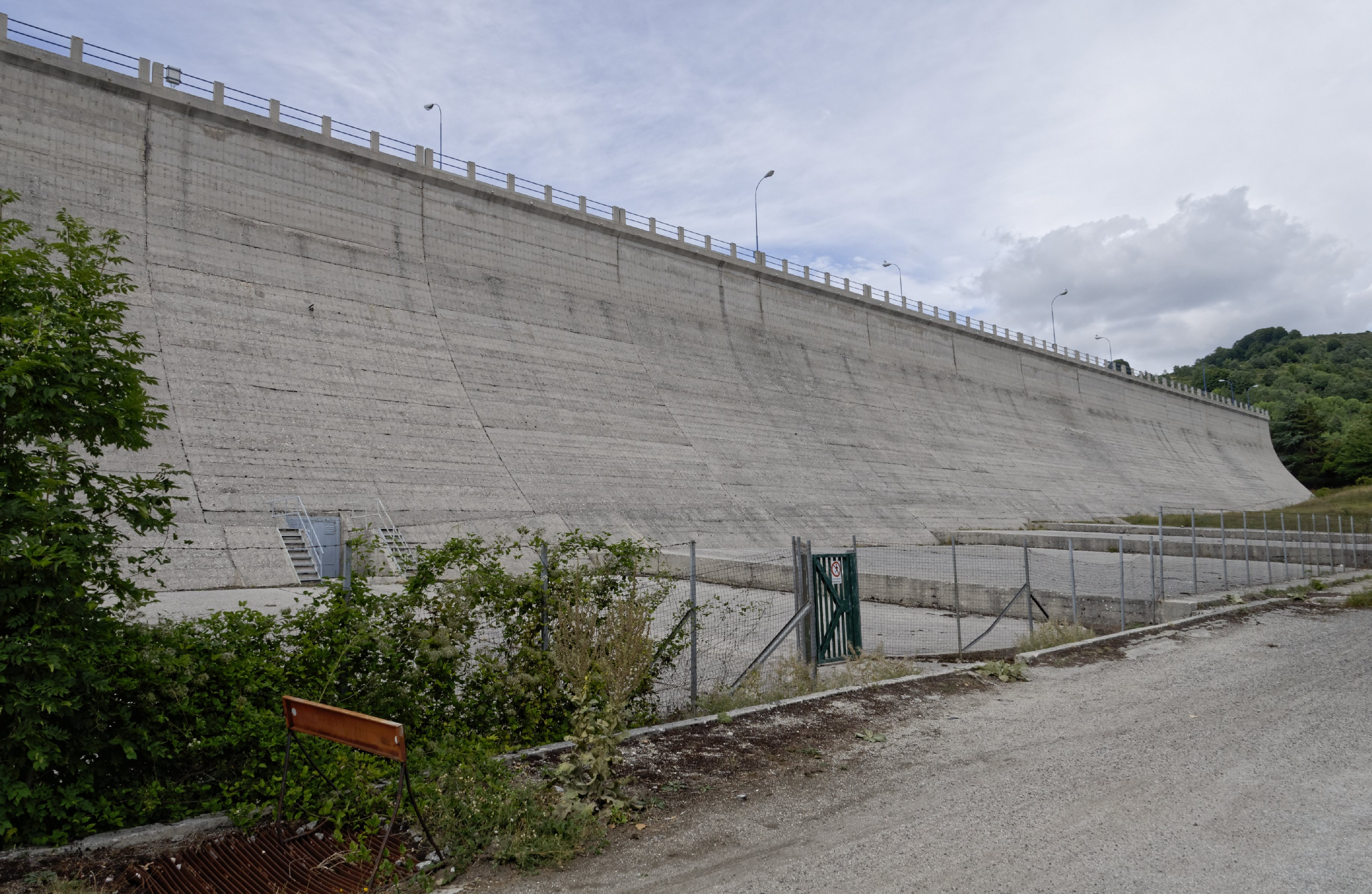
Die Staumauer des Sees
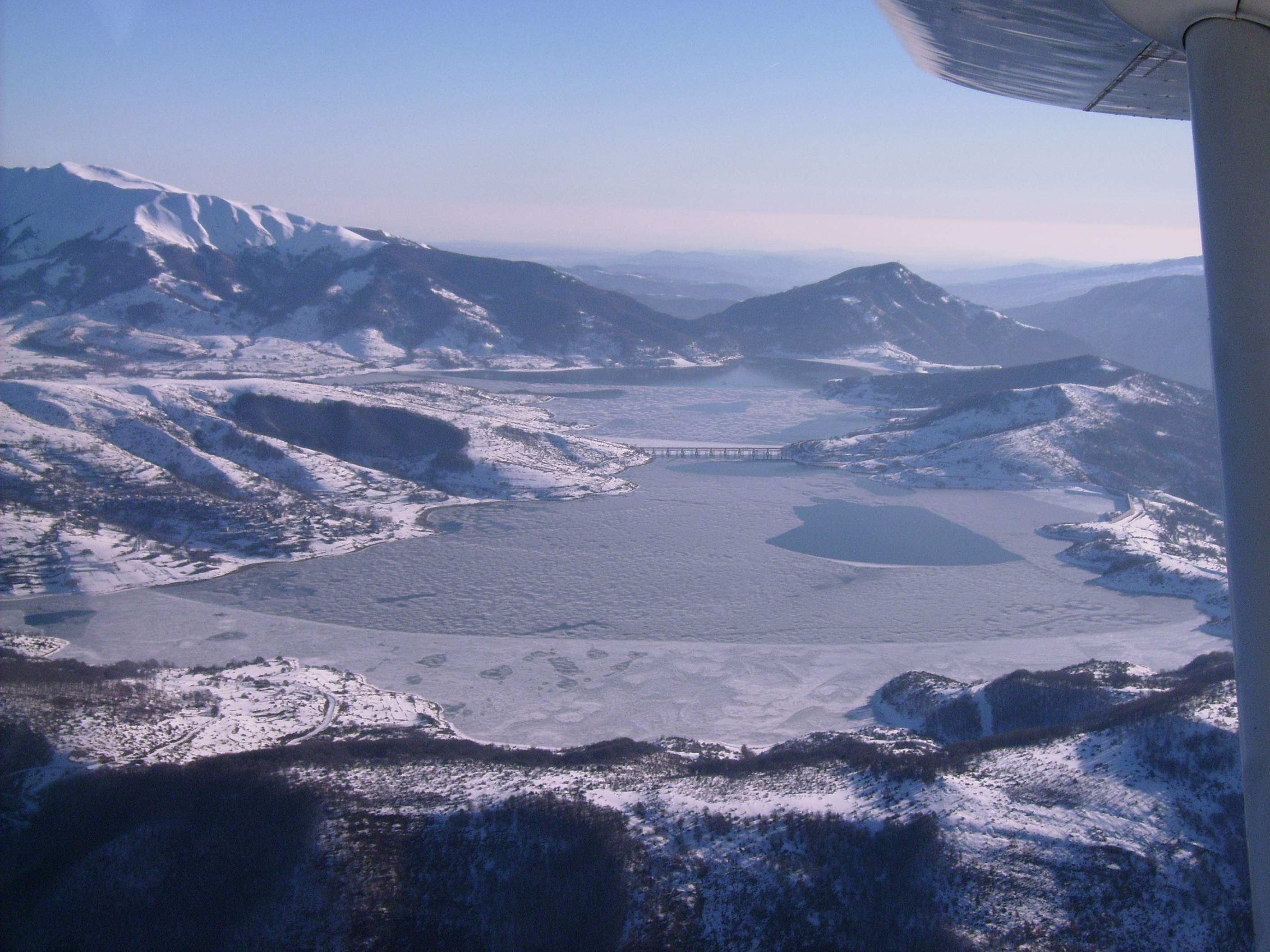
Teils zugefroren im Winter